# The Crossing Guard
The Crossing Guard es una película estadounidense dirigida por Sean Penn en 1995. En español, su título fue traducido como Vidas cruzadas en Argentina y Cruzando la oscuridad en España.

## Reparto
| Actor            | Personaje    |
| ---------------- | ------------ |
| Jack Nicholson   | Freddy Gale  |
| David Morse      | John Booth   |
| Anjelica Huston  | Mary         |
| Robin Wright     | Jojo         |
| Piper Laurie     | Helen Booth  |
| Richard Bradford | Stuart Booth |
| Priscilla Barnes | Verna        |
| David Baerwald   | Peter        |
| Robbie Robertson | Roger        |
| John Savage      | Bobby        |

## Sinopsis
Freddy Gale (Jack Nicholson) es un hombre que vive atormentado por la muerte de su hija en un accidente de tráfico. El conductor, John Booth (David Morse), completamente ebrio en aquel momento, cumple condena por ello, y está a punto de salir de prisión tras cinco años encerrado. Freddy, que nunca superó el mal trance de la muerte de su niña hasta el punto de que su mujer (Anjelica Huston) le tuvo que dejar, tiene marcado en el calendario el día en que Booth es puesto en libertad, pues tiene la intención de matarlo.
El día de su liberación, John Booth recibe por la noche la visita de Freddy y lo convence para que posponga su venganza emplazándolo a tres días. Al cumplirse el plazo fijado, Freddy acudirá para matar a John, pero este tiene un plan para evitarlo.